# 馄饨

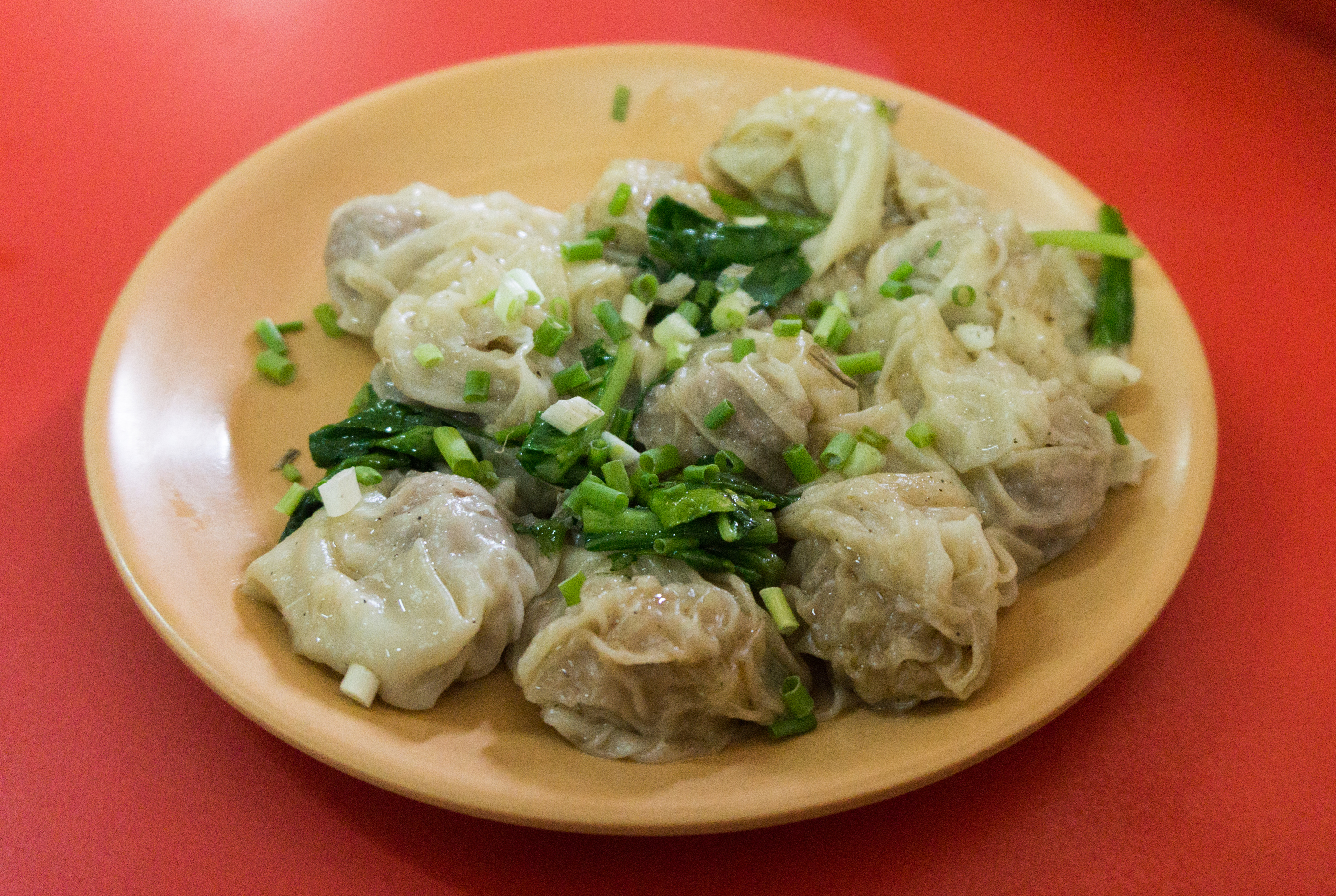
小馄饨

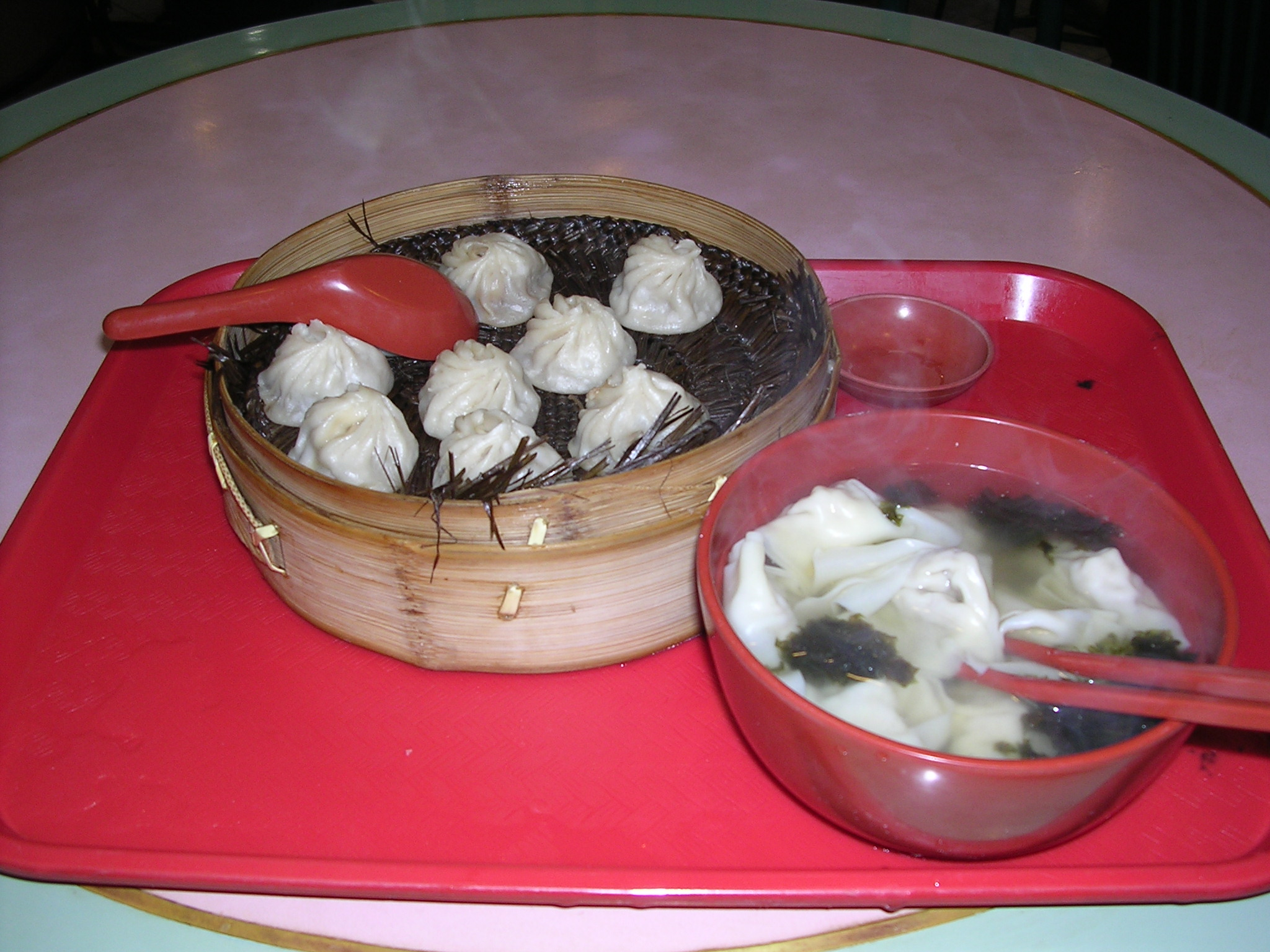
小籠包（左）、餛飩湯（右）

餛飩是一种以薄麵皮包餡的麵粉製品，但不同於餃子。

## 历史
古代華夏人認為這是一種密封的包，稱為渾沌，依據漢字造字的規則，後來才稱為餛飩。在南北朝到唐代，餛飩或主流稱為渾沌餅，且形如偃月，更接近於今天的水餃。
按宋人筆記，餛飩之外，還有兩種有餡的麵食分別被稱作「餶飿兒」（音「骨剁」），及角兒或角子。。
至清代，仍有“冬至馄饨夏至麵”一说，但形如雞卵。

## 與餃子的比較

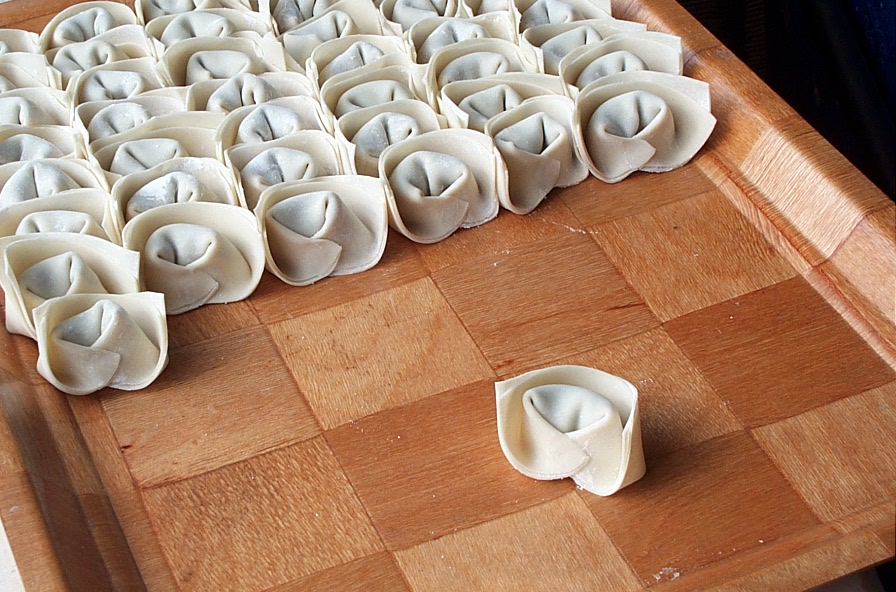
元宝形的馄饨（又稱“扁食”、“餶飿”）

- 餛飩皮較薄，為邊長約6厘米的正方形，或頂邊長約5厘米，底邊長約7厘米的等腰梯形；常見餃子皮較厚，為直徑約7厘米的圓形。另在山東、河南、湖北、安徽等地流傳與南方大餛飩相似做法及形狀的元寶形餃子，兩者當同為宋人筆記裡的餶飿，只是烹飪方式上有區別。
- 餛飩皮較薄，煮熟馄饨费时较短，煮熟後呈半透明，較容易被煮爛。而餃子烹煮过程中另需加入3次凉水落溫以延長烹煮時間，经历所谓「三浮三沈」，方可保证煮熟餡料。
- 馄饨重汤料，而餃子重蘸料。

## 各地稱呼與做法
- 餛飩：華北地區
- 雲吞：廣東、廣西[註 1]、東南亞華人區[8]、天津
- 抄手：四川、重慶
- 扁肉：福州、南平、三明等地
- 扁食：泉州、漳州、廈門及臺灣地區
- 清汤：江西
- 包麵：湖北（除武漢）、萬州
- 水餃：武汉

类似食物：
- 福州扁肉燕（又延伸出燕餃）

### 華北地區
華北等地通常稱之為餛飩，北方餛飩一般為元寶形，餡較小，與廣東雲吞略有差別。天津則不同，天津同廣東一樣稱其為雲吞，餡較大。

### 四川及重慶

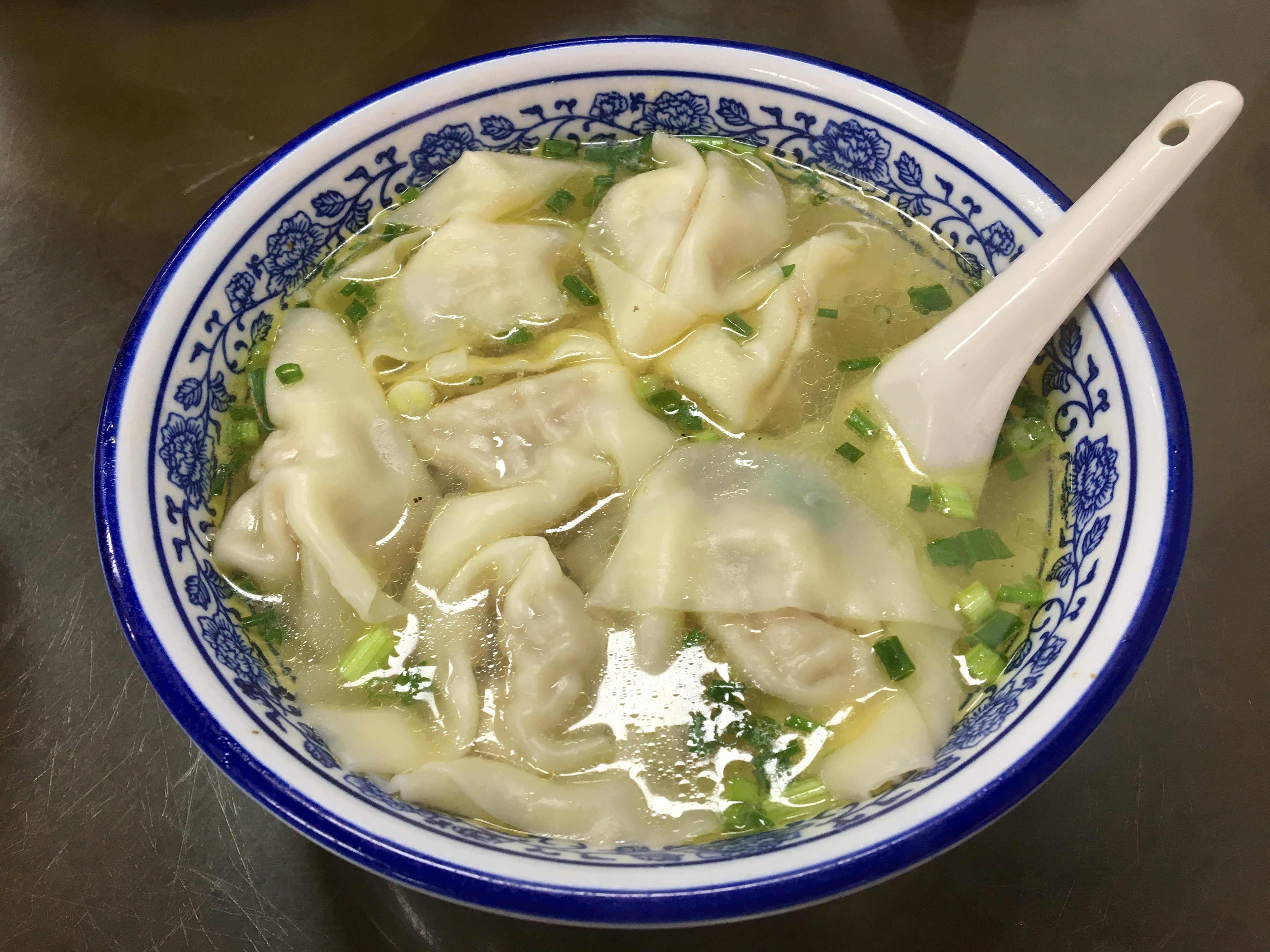
清汤龙抄手

四川餛飩稱抄手，四川人嗜辣，「紅油抄手」為四川名菜，龙抄手是名店。

### 新疆
新疆菜中有一种以羊肉为馅、类似馄饨的面食，称“曲曲儿”（維吾爾語：چۆچۈرە‎，chöchürä）。

### 湖北

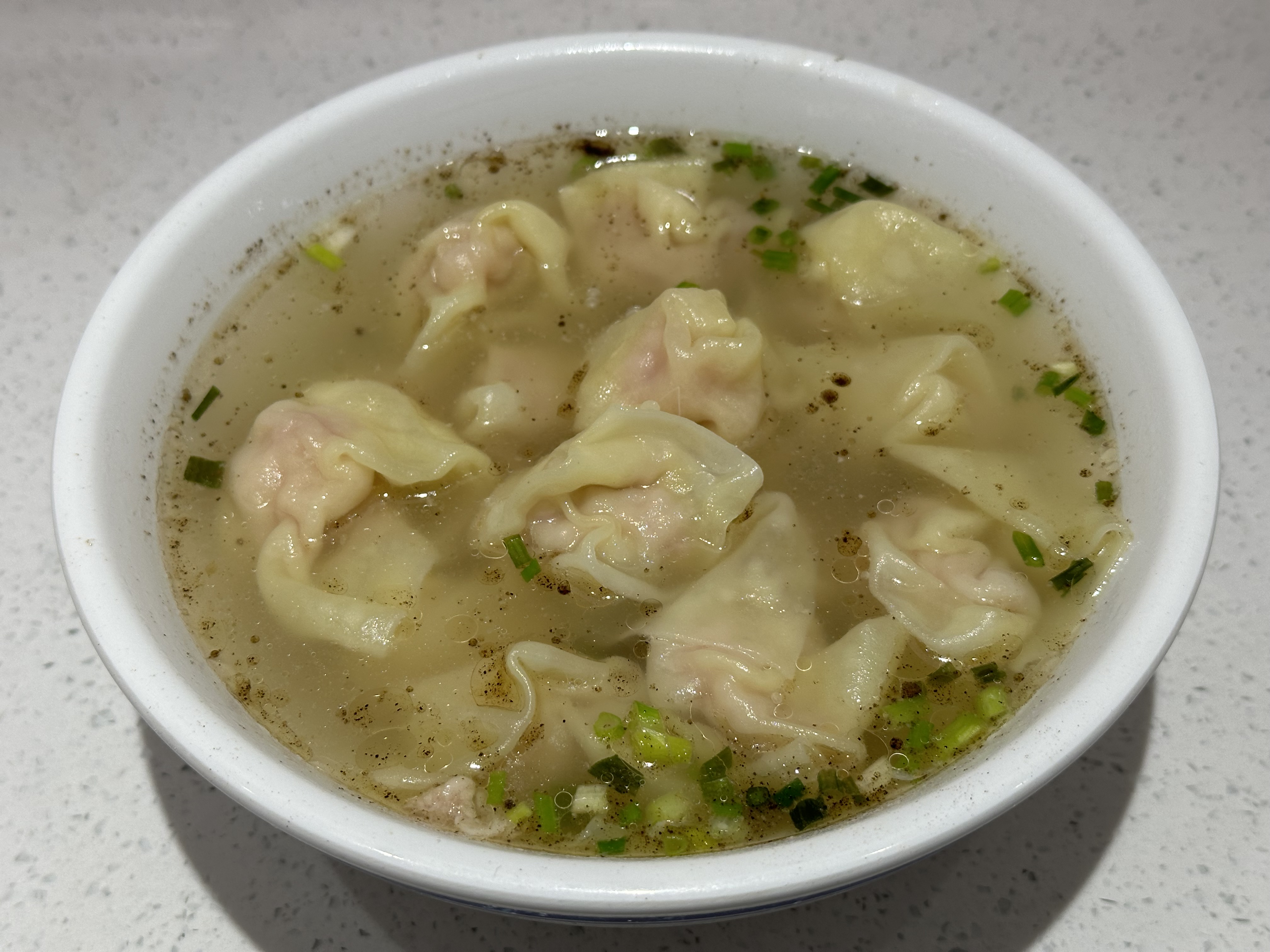
武汉水饺

武漢稱餛飩為水餃，湖北其他地區和重慶東部的萬州稱為包麵。

### 江浙及上海

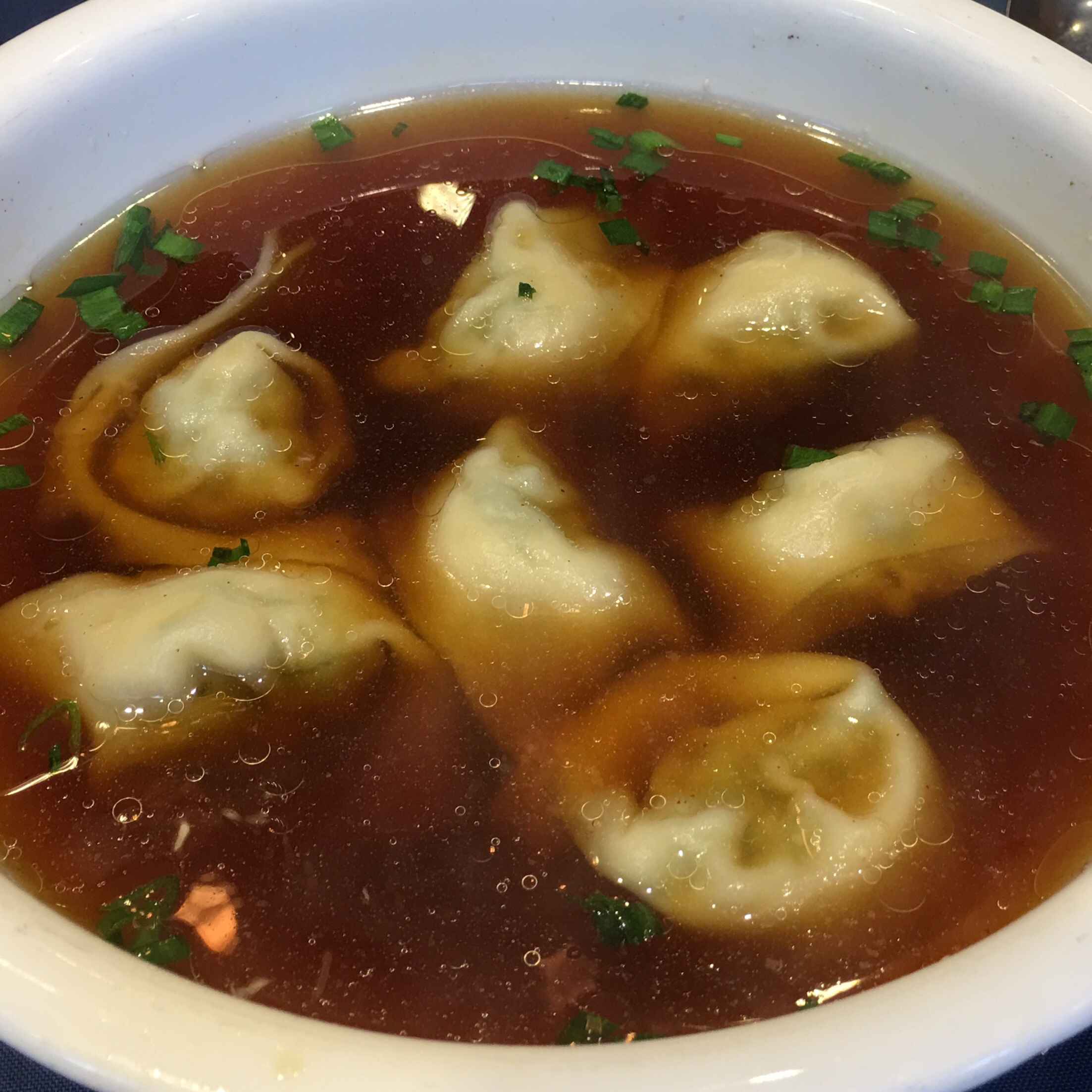
上海老吉士的馄饨

江浙地區通常稱之為「餛飩」。上海餛飩分大餛飩和小餛飩，大餛飩外形呈大元寶形，內餡主要有薺菜。一般用白開水煮熟，點葷油跟味精，湯頭一般都會配上蛋皮、紫菜、榨菜和蝦米。而小餛飩內餡則以鮮肉為主。早年上海街头常见摊贩用木柴烧火、打着竹板叫卖馄饨，故称为“柴爿馄饨”。

### 福建及臺灣
扁肉源於建安郡，後流傳至沙縣，在沙縣發揚光大，福建大部分地區亦稱之扁肉，或以建安方言諧音稱之「扁食」。
北宋時，建安人张伯玉转任福州太守，相邻數縣鄉民亦随之前往福州定居谋生，扁肉因而在福州传播开來。但傳至福州後又有師傅改以燕皮包裹，形成了當地特色的扁肉燕，簡稱「肉燕」。肉燕傳至臺灣後，亦延伸出燕餃等食品。而泉漳話中則稱扁食，也寫作「䭏食」，肉馅一般是用槌敲打而成。
二戰結束後，來自中國大陸各地外省人把家鄉叫法带到臺灣，因此在臺灣，「餛飩」、「扁食」、「雲吞」、「抄手」的说法都常见。
臺灣餛飩有三大著名地區：
- 北部臺北市溫州大餛飩
- 東部花蓮縣玉里餛飩[13]
- 南部屏東縣里港餛飩
（里港餛飩據說由趙姓福州師傅在里港最先販售）

### 廣東及港澳
香港人及廣東人將餛飩寫為「雲吞」，因為該同音字筆劃較少也很常用，故此「雲吞」亦被視為正字，但其實始於古時知名狀師何淡如一則無情對對聯：「有酒何妨邀月飲，無錢那得食雲吞」就有此說法。由於歐美的西方人最初是在廣東接觸到這種食品，在廣東飲食文化傳播下，英語的（Wonton）亦音譯自粵語廣州話的「雲吞」。
廣東雲吞的皮以雞蛋及麵粉製成，切成邊長約8厘米的正方形。雲吞皮包裹著被剁碎及經過混合的餡料，餡料一般以半肥瘦豬肉為餡。廣東雲吞可能由湖南傳入的豬肉雲吞發展而成，廣東雲吞主要可分為廣府雲吞和港式雲吞，廣州的廣府雲吞與湖南等地的雲吞不同之處是加入河蝦的蝦肉及大地魚粉，廣府雲吞傳入香港後，因為相比起河蝦，在香港更容易從海中捕獲海蝦，於是產生以海蝦取代河蝦的港式雲吞，而且蝦肉的份量更多。廣東雲吞的包法一般講求快速，以金魚尾巴狀的為最佳，正宗手法是用餡挑挑一隻蝦放入雲吞皮，撥入小量豬肉碎，將雲吞皮對摺，兩旁掐實收口。大小則以能一口吞下一顆為標準。包好後燒滾一鍋水，放入雲吞，待其浮上水面，再滾約一分多鐘即熟，上碟後加入葱花即成。雲吞湯底為此菜靈魂，傳統湯底多用豬大骨、蝦米、大地魚及豆芽熬成，但循此方法在家自做雲吞湯或過於複雜，可用雞湯代替，繁簡由人。香港多用海鮮湯底及製作成雲吞麵。

### 日本
日本流行粵菜，雲吞之名傳自粵語，沿粵語廣州話發音稱「（wantan）」，亦寫作。
另外日本有一種麵條（亦即烏冬）的漢字是。

## 馅料

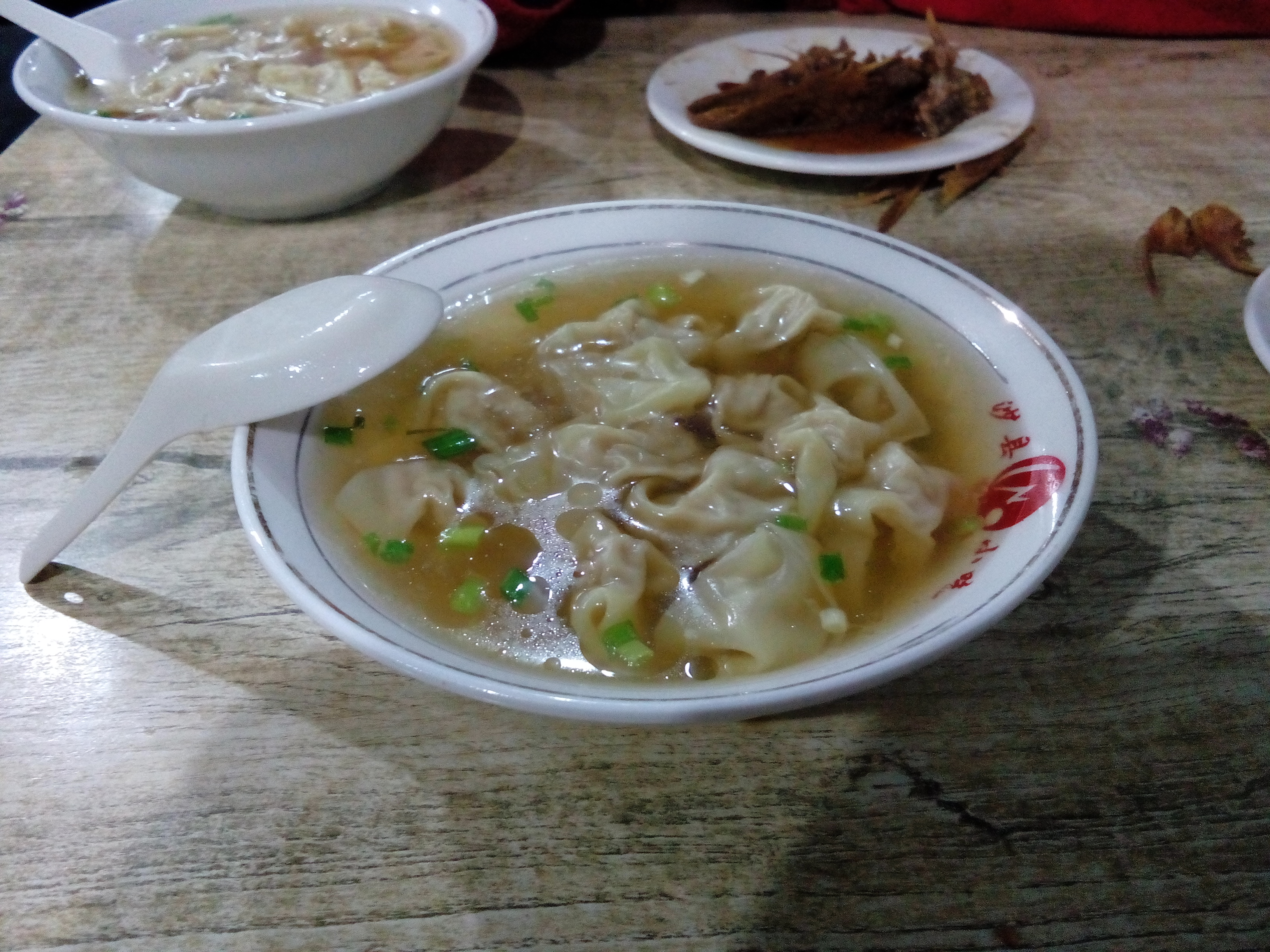
沙县小吃之一的馄饨

猪肉、虾肉、蔬菜、葱、薑构成最基本的馅料。菜肉大馄饨与鲜肉小馄饨曾是上海小吃店的基本选项。
起源于无锡东亭的无锡三鲜馄饨以鲜猪肉、开洋、榨菜为馅料。常州三鲜馄饨则以鲜猪肉、虾仁与青鱼肉为馅。猪肉、水产、干货和酱菜的搭配组合也启发了日后的馅料创新。廣東以肥、瘦豬肉、鮮蝦仁，加入大地魚碎及蛋黃、調味混成。
1990年代以来，连锁经营的数家风味大馄饨店在上海出现，兼营堂吃与外卖。菜单中，各色酱菜、荤素时鲜、南北干货纷纷汇入馅料，馄饨馅料的品种數量大增，如莲藕叉烧鲜肉、腊肉山药鲜肉、咸肉鲜肉、三菇鲜肉、荷兰豆鲜肉、蛋黄香酥鸭、哈密瓜鲜肉、银鱼蛋黄、蛏子鲜肉、平菇虾仁、松仁粟米鲜肉、牛肉、螺肉、鸡肉、各色鱼肉、蔬菜、水果、豆制品、开洋、干貝、香菇、香肠、咸鱼、咸肉、梅菜、榨菜、大头菜和萝卜干等。

## 食法

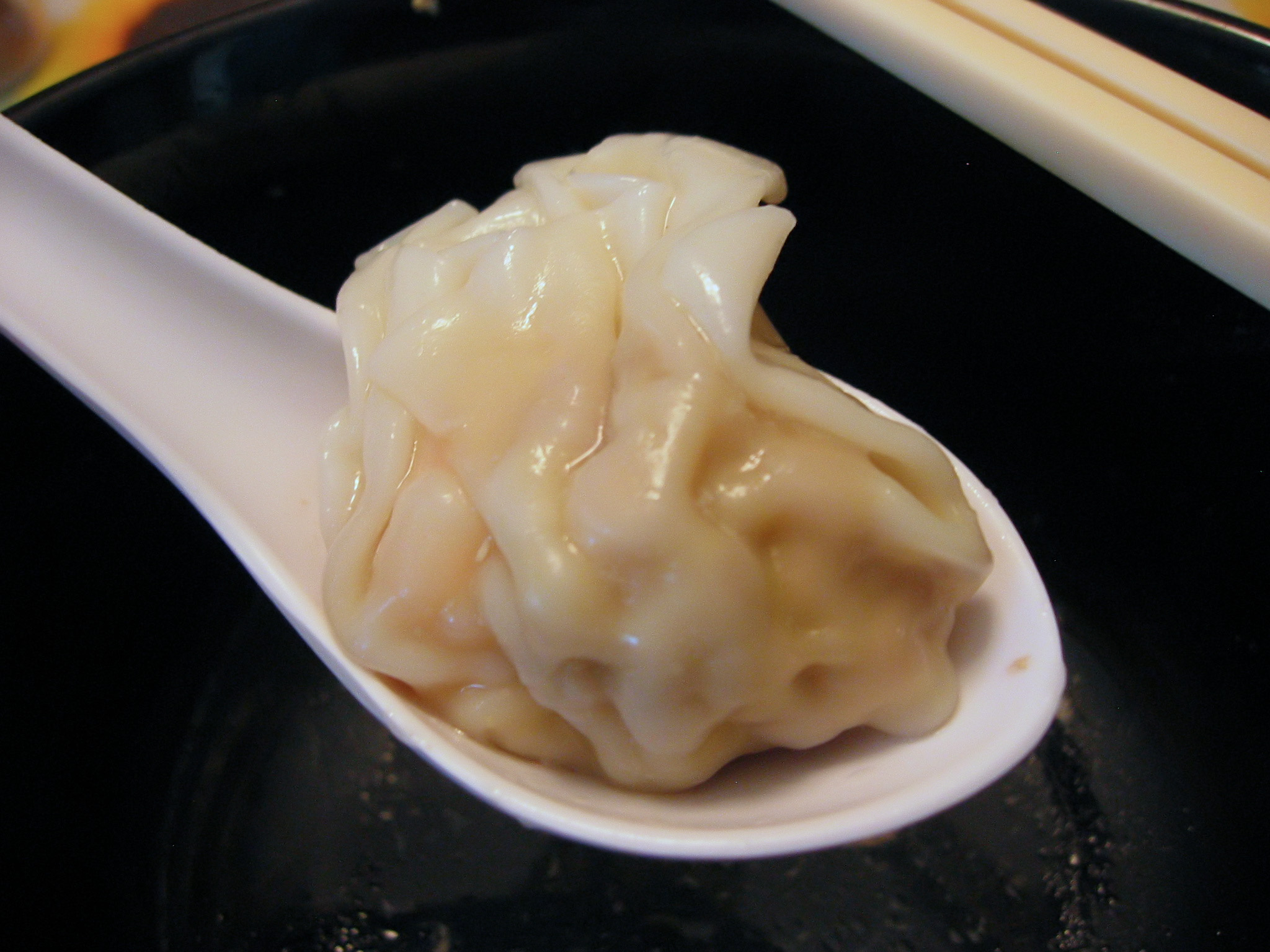
廣東餛飩

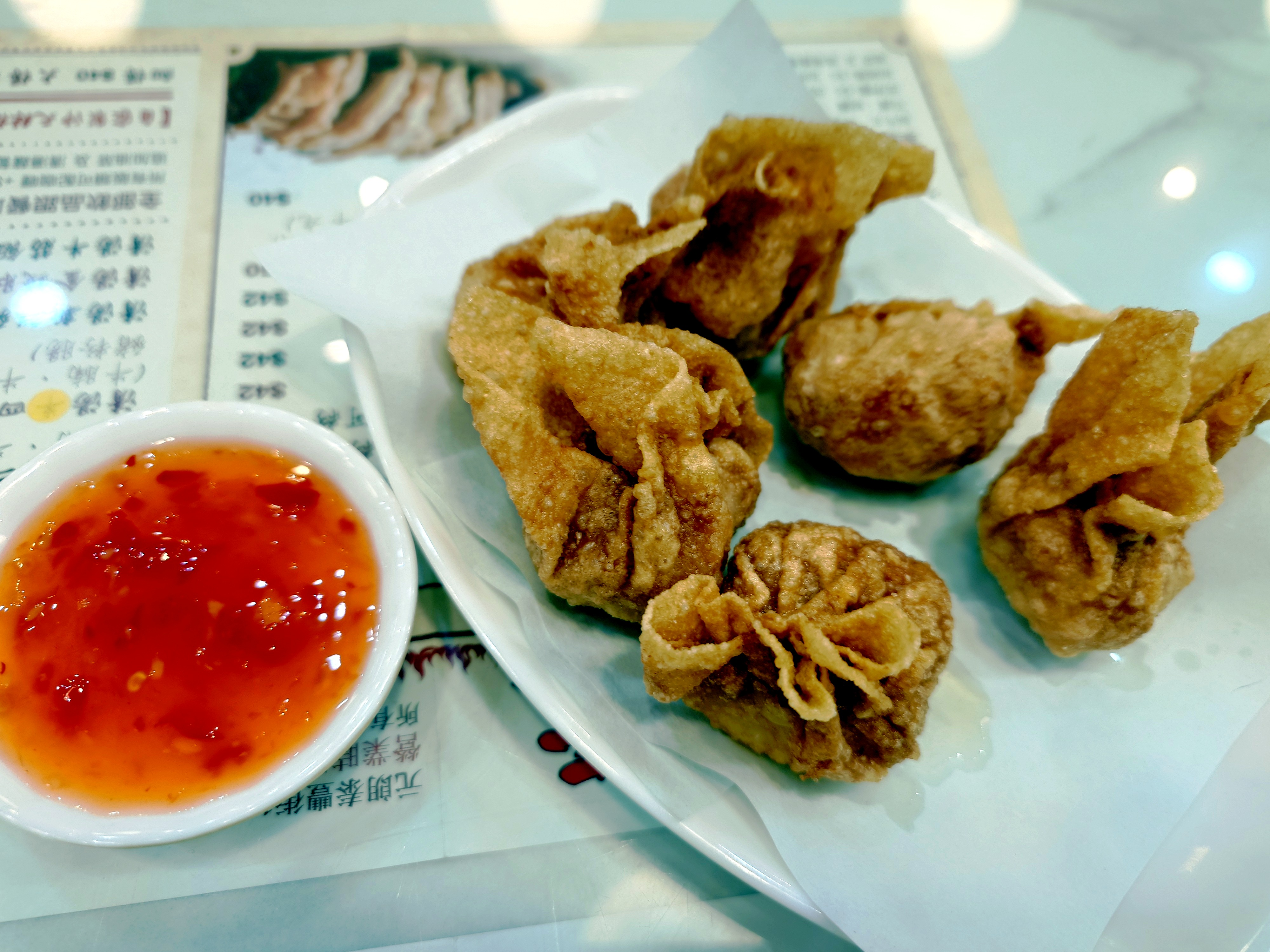
炸餛飩

江南地区，鸡汤、肉骨头汤是汤底的上选。一般在滚水中加入调味料和紫菜等。常见的汤料另有蛋皮丝、榨菜丝、干丝、虾皮、鹌鹑蛋、葱花。
香港及廣東地區常有淨雲吞（清湯配雲吞），也有把餛飩加入竹昇麵和湯成為餛飩麵，餛飩湯以豬肉；骨、大地魚、蝦皮熬成。或以乾面拌醬油進食的撈面。也有部份餐館及酒樓把餛飩放在熱油內炸至香脆，是為「炸餛飩」，香港小食及點心，此做法亦在外國流行。
福建西北部地区的扁食一般只使用猪大骨熬出的清汤为汤底，食用前用酒调味并撒入葱花。扁食常作為乾拌麵的配菜食用，但把二者混在一起的吃法比较不常见。

## 作法

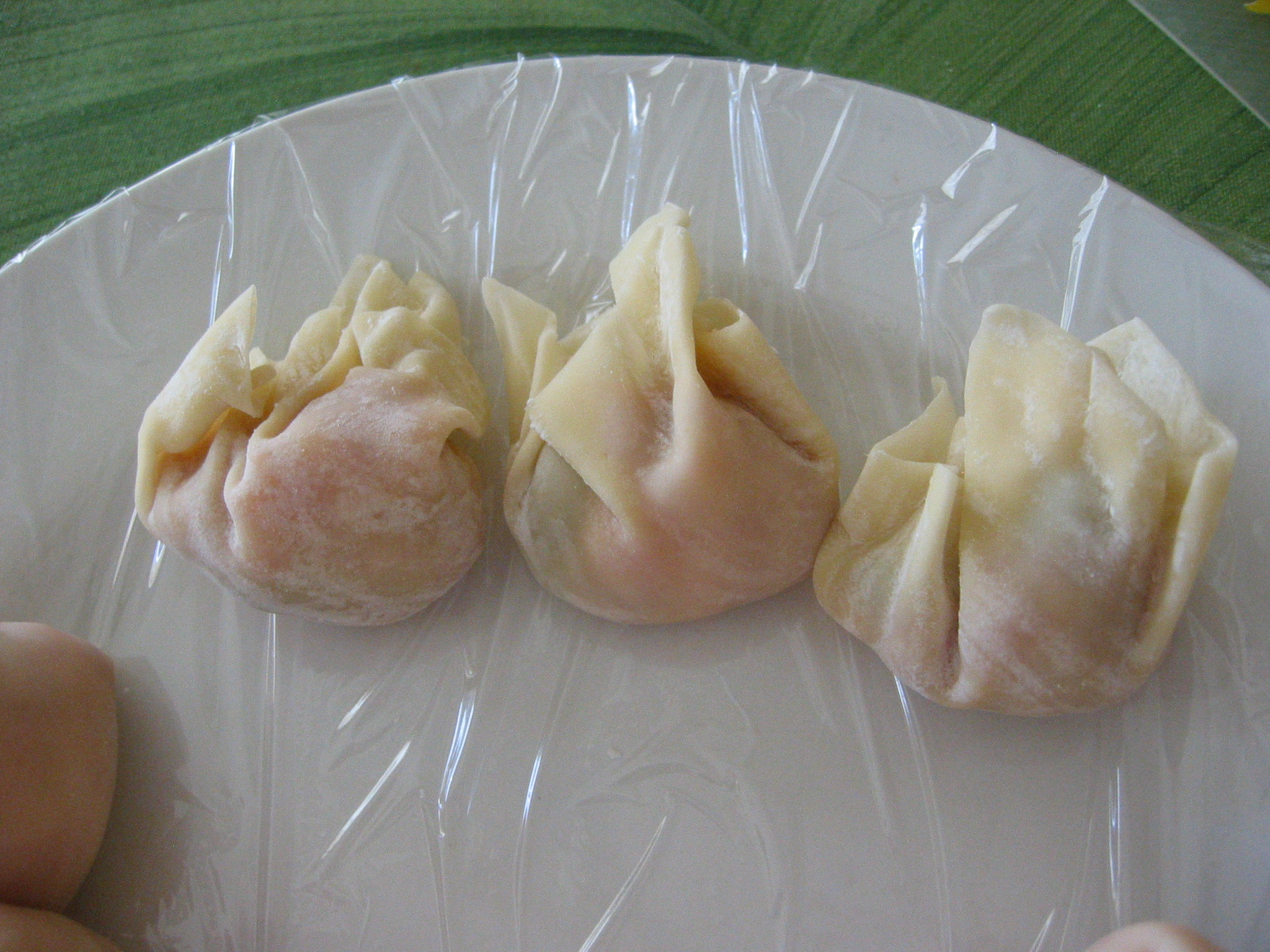
未煮的廣東「雲吞」

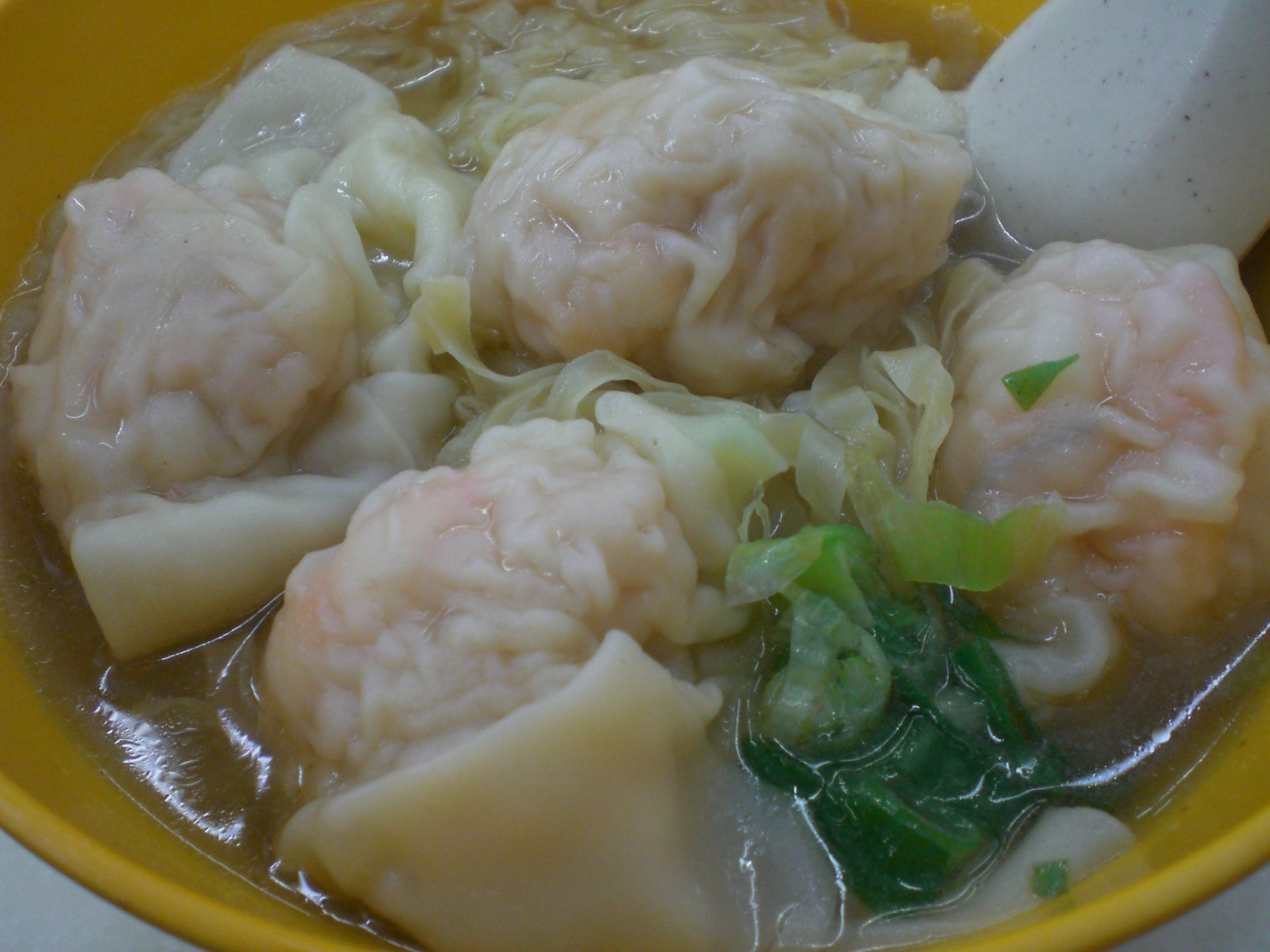
香港大蝦雲吞

因餛飩皮較薄，不適合包裹大顆粒的食材，因此食材多需剁碎；惟為美觀考量，蝦通常僅經剝壳处理，並未剁碎。除剁碎外，另一手工作法為「砸」常為扁食所用。但最常見的方式，是使用機械絞碎。

### 瘦肉餛飩
在廣東的內陸城市，少有海河鮮，通常将猪肉剁碎成肉饼，然后用雲吞皮包好即可煮食。豬肉價格較平，一般顧客容易接受，亦是廣東麵店常見的雲吞式樣，家庭自製也很常見。另外，也出現了其他肉類作餡料，如雞肉、牛肉、鴨肉等。

### 鮮蝦餛飩

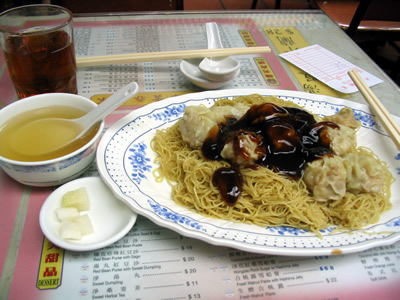
麵條加入雲吞與蠔油便成為雲吞撈麵

香港原是漁港，從海中捕獲的新鮮海蝦很常見，故此香港餛飩以蝦肉為主，蝦肉餛飩的餡料主要由鮮蝦仁和切碎的豬肉組成，將兩者打至起膠，並加入大地魚及蛋黃等配料調味，蝦肉雲吞是香港最常見的雲吞之一，亦流行於澳門。因為香港的消費者注重蝦肉在雲吞中所佔的份量，於是便有不加入豬肉，只使用蝦肉打成蝦膠的「全蝦雲吞」，甚至有店家只用原隻鮮蝦作為招徠。雲吞常配以用豬骨、大地魚乾、蝦皮及蝦子熬成的海鮮湯底一起上桌。在熟食店售賣的雲吞一般會預先包好，等到顧客點菜後，雲吞會先放入熱水燙熟，然後放入熬製好的海鮮湯供客人享用。
鮮蝦餛飩常配以麵條一起食用，這種麵食稱為雲吞麵。麵條以麵粉加上鴨蛋、鹼水製成。無論是餛飩的大小、色澤、口感，麵的嚼勁（俗稱「咬口」）與生熟的程度，湯底的濃淡均要配合得宜。特別是如何把麵煮得剛熟，彈牙而爽，需要不少技巧，很多老店都有自己的獨門秘方。傳統的餛飩麵做法會先把四、五顆餛飩放在開水中灼熟，再放到碗中；之後把麵條放到熱開水中煮數十秒，然後放進冷水中「過冷河」，再放入碗中的雲吞之上；最後把煮滾的湯底注入碗內，再加入少許已切短的韭黃及蔥段，便可上桌供客人食用。所以正宗港式雲吞麵，雲吞會放於碗底。

### 海鮮雲吞
除了鮮蝦雲吞外，亦使用蟹肉、蟹黃、海參、鮑魚等貴價較高的海鮮作餡料，但只有少部分食肆，例如酒樓有供應。

### 菜肉馄饨
普遍於上海、蘇州、浙江等地，多在京滬菜館找到。餡料為菜絲及瘦豬肉，菜多及荠菜、白菜、小棠菜等，亦用於紅油抄手。

### 外型
- 圓形
- 圓筒形
- 半圓形（類似餃子）
- 長方形（對邊對折）
- 三角形（對角對折）

## 種類
| 名稱     | 製法                                                                                                   |
| -------- | --- |
| 鮮肉餛飩 | 將豬肉和蔥剁碎並攪拌後，以餛飩皮包裹後煮食，是最基本的作法。                                           |
| 鮮蝦餛飩 | 廣東盛產海鮮，常以蝦肉及豬肉為料。在香港的店子常以「大粒雲吞」（大顆餛飩）作賣點，餛飩內有大隻鮮蝦肉。 |
| 冬菇雲吞 | 廣東無法取得鮮蝦的地方，多以冬菇豬肉為料。價錢比較便宜。                                               |
| 蝦肉餛飩 | 以剁碎蝦肉及豬肉製成。                                                                                 |
| 菜肉餛飩 | 以豬肉搭配剁碎的白菜或荠菜，通常體積較大，亦稱「菜肉大餛飩」。                                         |
| 紅油抄手 | 通常將鮮肉餛飩搭配以辣油為主的醬料食用，是四川特有的料理。                                             |
| 炸餛飩   | 以油炸的方式烹調。                                                                                     |
| 點心類   | 將小塊的年糕、蜂蜜蛋糕、起司或水果，以餛飩皮包裹後油炸。                                               |
| 其它     | 以各種海鮮或河鮮（如蟹肉、蟹子、蝦子、魚子配雞肉和牛肉等）為餡。廣州部分麵店以港式雲吞招徠。           |